# Herbert Dorfmann
Pour les articles homonymes, voir Dorfmann.
Herbert Dorfmann (né le 4 mars 1969 à Bressanone) est un homme politique italien, germanophone, membre du Parti populaire sud-tyrolien (SVP).

## Biographie
En juin 2009, Herbert Dorfmann est élu député européen pour la SVP, en coalition avec le Parti démocrate[réf. nécessaire].
Le 25 mai 2014, il est réélu avec 138 037 voix de préférence et 0,50 % au niveau national, avec le soutien du Parti démocrate.
Lors des élections européennes de 2019 en Italie, il se présente allié avec Forza Italia. Il est réélu pour la 3e fois mais n’obtient que 100 441 voix de préférence, sur un total de 142 185 voix pour la SVP.